# 프레드 J. 에커트
프레드 제임스 에커트(Fred James Eckert, 1941년 5월 6일 ~ )은 미국의 정치인으로 미국 유엔식량농업기구 주재 미국 대사이다.

## 학사
- 노스 텍사스 대학교 인문사회 학사

## 경력
- 1973.01 ~ 1982.02 제180·181·182·183·184대 뉴욕주 제54선거구 상원의원
- 1982.02 ~ 1984.05 제5대 통가 주재 미국 대사
- 1982.02 ~ 1984.05 제2대 키리바시 주재 미국 대사
- 1982.02 ~ 1984.05 제3대 투발루 주재 미국 대사
- 1982.02 ~ 1984.05 제5대 피지 주재 미국 대사
- 1985.01 ~ 1987.01 제99대 미국 뉴욕 제30선거구 연방하원의원
- 1987.05 ~ 1989.01 제2대 유엔식량농업기구 주재 미국 대사

## 역대 선거 결과
| 선거명      | 직책명                     | 대수  | 정당   | 득표율 | 득표수    | 결과 | 당락                 |
| ----------- | -------------------------- | ----- | ------ | ------ | --------- | ---- | -------------------- |
| 1972년 선거 | 상원의원 (뉴욕 제54부)     | 180대 | 공화당 | 50.49% | 60,611표  | 1위  | 뉴욕 주의원 당선     |
| 1974년 선거 | 상원의원 (뉴욕 제54부)     | 181대 | 공화당 | 55.10% | 51,108표  | 1위  | 뉴욕 주의원 당선     |
| 1976년 선거 | 상원의원 (뉴욕 제54부)     | 182대 | 공화당 | 55.18% | 62,257표  | 1위  | 뉴욕 주의원 당선     |
| 1978년 선거 | 상원의원 (뉴욕 제54부)     | 183대 | 공화당 | 66.71% | 54,649표  | 1위  | 뉴욕 주의원 당선     |
| 1980년 선거 | 상원의원 (뉴욕 제54부)     | 184대 | 공화당 | 65.52% | 70,876표  | 1위  | 뉴욕 주의원 당선     |
| 1984년 선거 | 하원의원 (뉴욕 제30선거구) | 99대  | 공화당 | 54.41% | 119,844표 | 1위  | 뉴욕주 하원의원 당선 |
| 1986년 선거 | 하원의원 (뉴욕 제30선거구) | 100대 | 공화당 | 49.01% | 83,402표  | 2위  | 낙선                 |